# Borlänge Energi Arena

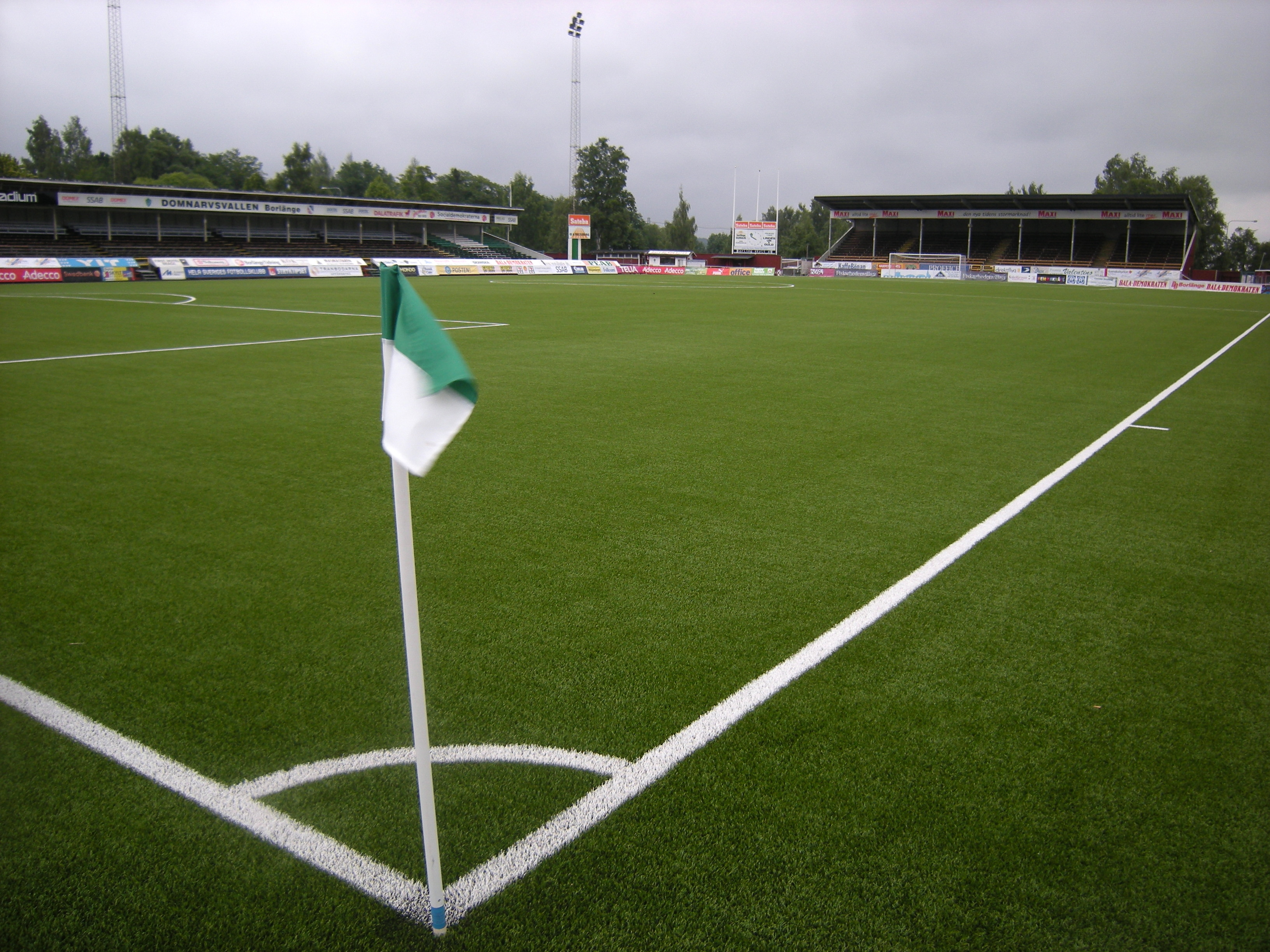
Domnarvsvallen, IK Brages hemmaarena

Borlänge Energi Arena (tidigare Domnarvsvallen) är IK Brages hemmaarena i Borlänge. Den är enbart avsedd för fotboll och tar in ungefär 6 500 åskådare för matcher i superettan. Den byggdes färdigt 1925, samma år som IK Brage bildades. Arenan ägs av Borlänge kommun.
Publikrekordet lyder på 14 206 och noterades den 17 oktober 1965 då IK Brage mötte Gais i en kvalmatch till allsvenskan (1–2).
Tidigare har även Forssa BK och Dalkurd FF spelat sina hemmamatcher på arenan. Dalkurd FF började spela på Domnarvsvallen när laget debuterade i division 2 säsongen 2009. Efter säsongen 2017 valde klubben dock att flytta verksamheten till Uppsala.
Inför säsongen 2009 anlades konstgräs på Domnarvsvallen.